# Farol do Ilhéu Chão
Der Farol do Ilhéu Chão ist ein Leuchtturm, der sich im Madeira-Archipel an der Nordspitze der Ilhas Desertas auf der Ilhéu Chão befindet.

## Lage und Beschreibung
Die Ilhéu Chão ist die nördlichste der drei unbewohnten Inseln der Ilhas Desertas. Der Leuchtturm befindet sich an der höchsten Stelle des kleinen Hochplateaus im Norden der Insel und ist – wie die gesamte Insel – für die Öffentlichkeit nicht zugänglich. Der Leuchtturm befindet sich in einer Höhe von 98 Metern. Er ist ein runder, unverputzter Betonturm mit acht senkrechten Rippen. Er besitzt eine Laterne und eine Galerie, die Laterne ist rot gestrichen. Am Fuß des Leuchtturms steht ein kleines einstöckiges Technikgebäude. Dieser Leuchtturmtyp wurde im Madeira-Archipel auch bei dem Farol da Ponta de São Jorge und dem Farol do Ilhéu de Ferro genutzt. Ebenfalls baugleich sind auf den Azoren die Leuchttürme Farol do Carapacho, Farol da Ponta do Cintrão und Farol de Ponta Garça.
Das Leuchtfeuer ist unter der internationalen Nummer D-2720 registriert und befindet sich in einer Höhe von 112 Metern. Die Kennung besteht aus zwei weißen Blitzen alle 15 Sekunden. Die Tragweite beträgt rund 13 Seemeilen (ca. 21 Kilometer).

## Geschichte

Bugio im Süden der Ilhas Desertas

Wie bei dem Farol da Ponta da Agulha im Süden der Ilhas Desertas gilt auch für die Nordspitze, dass bereits 1903 das Fehlen eines Leuchtturms auf den Inseln bemängelt wurde. Aufgrund der logistischen Schwierigkeiten, einen Leuchtturm auf der unbewohnten Insel zu errichten, wurde erst 1959 mit dem Bau begonnen.
Die Errichtung des Leuchtturms übernahm die Mannschaft des Minensuchbootes NRP Santa Maria. Sie begann den Bau am 22. März 1959 und beendete ihn am 25. Juli. Zunächst musste sie eine Treppe mit 275 Stufen anlegen, um das Baumaterial vom Landeplatz zum Baugrund schaffen zu können. Am 1. August 1959 nahm der Leuchtturm den Betrieb auf. Er hat einen runden Grundriss, wurde aus Beton errichtet und ist 14 Meter hoch. An der Spitze des Turmes steht ein kleiner Mast mit einer Laterne, die anfangs mit Acetylen und seit 1986 mit Solarenergie betrieben wird. Neben dem Turm befindet sich ein Anbau, der als Technikgebäude dient. Beide Gebäude sind weiß gestrichen. Das Leuchtfeuer befindet sich in einer Höhe von 112 Metern und hat eine Brennweite von 250 Millimetern.